# 穆罕默德·博爾貴格
穆罕默德·博爾貴格（Mohamed Bourguieg，1996年8月31日—）是一名阿爾及利亞體操運動員，專攻競技體操項目。他曾獲得非洲運動會男子團體和跳馬冠軍。

## 外部連結
- FIG